# Quaestio de aqua et terra
La Quaestio de aqua et terra (Questione sull'acqua e sulla terra) è un'opera in lingua latina di Dante Alighieri, redazione scritta di una conferenza tenuta da Dante a Verona, nella chiesa di Sant'Elena, il 20 gennaio 1320. La prima edizione a stampa fu in Venezia nel 1508 per opera di fra Benedetto Moncetti, che riferì di aver rinvenuto l'autografo dantesco. 
Secondo la struttura canonica delle quaestiones medievali, il testo dantesco è la determinatio, ossia l'ultima fase scritta della quaestio, in cui il maestro espone le proprie prove a sostegno della tesi da lui precedentemente proposta, in forma soltanto orale, e discussa e avversata dal pubblico, di cui il maestro qui confuta le obiezioni.
Il tema di questa quaestio è sulla "forma [...] aque [...] et terre": gli studiosi si interrogano sulle divergenze tra la concezione cosmologica riportata nella Quaestio e quella ritrovabile nei versi della Divina Commedia, problema inscritto in quello lungamente discusso dell'autenticità e paternità dello scritto, quest'ultimo risoltosi parzialmente a partire dalla pubblicazione della Quaestio, nel 1921, all'interno della fondamentale edizione Le opere di Dante, curata da Michele Barbi.
La questione verteva sulla disposizione dei quattro elementi fondamentali (acqua, terra, aria e fuoco), che all'epoca si credevano essere ordinati in quattro sfere concentriche con la Terra al centro. Antonio Pelacani era uno degli esponenti di una corrente di pensiero minoritaria secondo la quale acqua e terra avrebbero occupato un'unica sfera comune, al cui interno l'acqua avrebbe colmato le parti cave di terra, completandola vicendevolmente.